# パット・オコーナー
パット・オコーナー（Pat O'Connor、本名：Patrick John O'Connor、1927年8月22日 - 1990年8月16日）は、ニュージーランド・ウェリントン出身のプロレスラー。第42代NWA世界ヘビー級王者、初代AWA世界ヘビー級王者。

## 来歴
ニュージーランドのマッセー大学畜産学科に至るまでの7年間でフットボールとレスリングでならした。1950年にイギリスで行われた大英帝国競技会に参加し金賞を獲得。この試合を米国のプロモーターに認められスカウトされ同年アメリカ合衆国においてプロレスデビュー。
1959年1月9日、セントルイスでディック・ハットンを破り第42代NWA世界ヘビー級王者となる、またNWA王者保持期間に初代AWA世界ヘビー級王者にも認定される。AWA王座は1960年8月に剥奪 されたものの、NWA王座は1961年6月にバディ・ロジャースに破れるまで、2年5か月間にわたって保持した。1963年初来日。力道山のインターナショナル・ヘビー級王座に挑戦している。アメリカでは、NWAの基幹団体セントルイス・レスリング・クラブにてブッカーとしても長年活躍した。
1990年8月16日、肝臓癌により死去。62歳没。
ジャイアント馬場との親交も深く、馬場のランニング・ネックブリーカー・ドロップのアイデアはオコーナーから示唆されたという。馬場の全日本プロレス旗揚げにも選手として協力し、また大相撲横綱・輪島大士がプロレス入りした際、馬場から託されて彼のトレーニングを引き受けた。馬場が全日本旗揚げ直後に行った「世界ヘビー級争覇戦」（初代PWFヘビー級王座の決定戦となった）の対戦相手8人にも（当時すでに40代半ばであったにもかかわらず）起用されている。
ハットンを破って世界王者となった試合は、ゴング誌に連載された原康史筆「世界のプロレス史」によれば、一本目ハットン（コブラツイスト）、二本目オコーナー（ドロップキックからフォール）、三本目オコーナー（ドロップキックから逆エビ固め）とされるが、オコーナーがストレートで勝った、最後はエビ固めという説もある。
アントニオ・ロッカ、ペドロ・モラレスと共にドロップキック三人男の一人と言われ、またルー・テーズによればプロレス最高のドロップキックの使い手とされる。
死去から4ヶ月後の1990年12月16日、WCWのスターケードにおいて「パット・オコーナー・メモリアル・インターナショナル・タッグチーム・トーナメント」が行われ、国別代表タッグ8チームが出場。アメリカ代表のスタイナー・ブラザーズと、日本代表のグレート・ムタ&マサ斎藤が決勝を争い、スタイナー・ブラザーズが優勝した。
2016年4月2日、プロレス界での功績を称え、WWE殿堂のレガシー部門に迎えられた。

## 得意技
- オコーナーズ・ロール・アップ（ローリング・バック・クラッチ）
- ドロップキック（スカイロケット）
- パイルドライバー
- エアプレーンスピン

## 獲得タイトル
セントルイス・レスリング・クラブ
- NWA世界ヘビー級王座 : 1回

セントラル・ステーツ・レスリング
- NWA USヘビー級王座（セントラル・ステーツ版） : 3回
- NWAセントラル・ステーツ・ヘビー級王座 : 3回
- NWAセントラル・ステーツ・タッグ王座 : 1回（w / ボブ・ブラウン）
- NWA北米タッグ王座（セントラル・ステーツ版） : 2回（w / サニー・マイヤース）
- NWA世界タッグ王座（セントラル・ステーツ版） : 4回（w / サニー・マイヤース、タイニー・ミルズ、ボブ・ガイゲル、オマール・アトラス）

メープル・リーフ・レスリング
- NWA大英帝国ヘビー級王座（トロント版） : 1回
- NWAカナディアン・オープン・タッグ王座 : 1回（w / ホイッパー・ビリー・ワトソン）

ミッドアトランティック・チャンピオンシップ・レスリング
- NWAイースタン・ステーツ・ヘビー級王座 : 1回

NWAシカゴ
- NWA世界タッグ王座（シカゴ版） : 1回（w / ロイ・マクラリティ）

NWAニュージーランド
- NWA英連邦ヘビー級王座（ニュージーランド版） : 2回

アメリカン・レスリング・アソシエーション
- AWA世界ヘビー級王座 : 1回（ミネアポリス版初代AWA王者に認定されるが、1960年5月に90日以内にバーン・ガニアの挑戦を受けないと王座を剥奪するとAWAから発表され、ガニアとの対戦を拒否したため同年8月に剥奪された）[1]
- AWA世界タッグ王座 : 1回（w / ウイルバー・スナイダー）

ワールド・レスリング・アソシエーション
- WWA世界タッグ王座（インディアナポリス版）: 1回（w / ウイルバー・スナイダー）

ナショナル・レスリング・アライアンス
- NWA殿堂：2011年[3]

WWE
- WWE殿堂（レガシー部門）：2016年[2]